# Pomatochelinae
Pomatochelinae is een onderfamilie van kreeftachtigen uit de klasse van de Malacostraca (hogere kreeftachtigen).

## Geslacht
- Pomatocheles Miers, 1879